# Yanagawa Seigan
Yanagawa Seigan est un nom japonais traditionnel ; le nom de famille (ou le nom d'école), Yanagawa, précède donc le prénom (ou le nom d'artiste).
Yanagawa Seigan (梁川 星巌); 10 juillet 1789 - 8 octobre 1858, est un poète japonais de kanshi.
Outre son activité en tant que poète, Seigan est aussi un enseignant de kanshi réputé. Entre autres choses, il enseigne à sa cousine Chō Coran, qui devient sa femme en 1821 à l'âge de 17 ans. Le couple mène une vie agitée de voyages avant de s'installer en 1832 à Edo où Seigan ouvre une école privée, qui assure aux deux une vie financièrement sécurisée. Ses quatre élèves les plus doués sont Mineta Fūkō, Ōnuma Chinzan, Ono Kozan et Tōyama Unjo. Dans ses dernières années, il enseigne également à la poétesse Miwada Masako.
Dans les années 1850, Seigan et Kōran se joignent à un mouvement de réforme politique à Edo et s'opposent au bakufu. Seigan n'échappe à l'arrestation que du seul fait qu'il meurt subitement du choléra en 1858.

## Source de la traduction
- (de) Cet article est partiellement ou en totalité issu de l’article de Wikipédia en allemand intitulé « Yanagawa Seigan » (voir la liste des auteurs).
- Notices d'autorité :   - VIAF
  - ISNI
  - IdRef
  - LCCN
  - Japon
  - CiNii
  - Pays-Bas
  - Israël
  - WorldCat
- Ressources relatives aux beaux-arts :   - Artists of the World Online
  - Bénézit